# (8356) Wadhwa
(8356) Wadhwa (1989 RO2) – planetoida z głównego pasa planetoid okrążająca Słońce w ciągu 3,79 lat w średniej odległości 2,43 au. Odkryta 3 września 1989 roku.